# Chauliognathus discus
Chauliognathus discus es una especie de coleóptero de la familia Cantharidae, subfamilia Chauliognathinae y género Chauliognathus.

## Localización
Es una especie característica de México.